# Miserie met oma Tettemie
Miserie met Oma Tettemie is het zestigste album uit de Belgische stripreeks De avonturen van Urbanus en verscheen in 1996. Het album werd getekend door Willy Linthout en het verhaal werd bedacht door Urbanus en Linthout zelf.

## Verhaal
De moeder van Cesar keert na 50 jaar gevangen te zitten in een patrijspoort van een schip, terug naar Tollembeek om Cesar en de rest van de familie te pesten. Urbanus en Cesar verzinnen allerlei plannetjes om die vervelende oma Tettemie buiten te krijgen.